# Aleksander Ruchaj
Aleksander Ruchaj ps. Taczanowski, także Aleksander Ruchaj-Taczanowski (ur. 20 lutego 1897 w Rudniku nad Sanem, zm. 23 marca 1966 w Edynburgu) – pułkownik dyplomowany piechoty Wojska Polskiego i Polskich Sił Zbrojnych, kawaler Orderu Virtuti Militari, działacz społeczny, w 1964 mianowany przez Prezydenta RP na uchodźstwie generałem brygady. 

## Życiorys
Urodził się 20 lutego 1897 w Rudniku nad Sanem, jako syn Franciszka (1862–1933) i Anny z domu Wojtaś (1874–1927). Tam też uczęszczał do szkoły powszechnej. Od 1907 zamieszkiwał w Ostrowie. W pobliskim Przemyślu kształcił się do 1914 w III Gimnazjum Klasycznym zdając wówczas egzamin dojrzałości. Od 1911 należał do Organizacji Młodzieży Niepodległej, a także do harcerstwa. Od 1912 w Polowych Drużynach Sokolich używając pseudonimu „Taczanowski”.
Po wybuchu I wojny światowej został żołnierzem Legionu Wschodniego, a po jego rozwiązaniu we wrześniu 1914, wstąpił do Legionów Polskich i służył w VI batalionie 1 pułku piechoty I Brygady. W lipcu 1916 był ranny. Brał udział w walkach pod Jastkowem, pod Sobierzycami nad Styrem, pod Kuklami, pod Kostiuchnówką. Otrzymał awans na kaprala i kształcił się na kursie oficerskim. 24 września 1917, po kryzysie przysięgowym, został włączony do armii austriackiej i w szeregach jej 56 pułku piechoty skierowany do działań na froncie włoskim. W grudniu 1917 mianowany sierżantem. Od 19 czerwca 1918 do 6 lipca był w niewoli włoskiej, gdzie należał do organizacji „Sokół", będącej zaczątkiem armii polskiej we Włoszech. U schyłku wojny w listopadzie 1918 wstąpił do armii polskiej na ziemi włoskiej, był dowódcą plutonu w Szkole Podchorążych w obozie Santa Maria Capua Veterre. Od lutego 1919 był żołnierzem Armii Polskiej we Francji, z którą powrócił do Polski w kwietniu 1919.
Po odzyskaniu przez Polskę niepodległości został przyjęty do Wojska Polskiego. Był dowódcą kompanii w 7 pułku piechoty Legionów, od sierpnia 1919 do maja 1920 dowódcą plutonu w Szkole Podoficerskiej w Modlinie, a mianowany podporucznikiem z 7 września 1919 został przydzielony do Ekspozytury Wojska Polskiego przy rządzie ukraińskim atamana Semena Petlury, gdzie służył od maja do lipca 1920. Uczestniczył w wojnie polsko-bolszewickiej jako dowódca plutonu, dowódca kompanii w II batalionie 51 pułku piechoty. Został awansowany do stopnia porucznika piechoty 11 sierpnia 1920, a później zweryfikowany w tym stopniu ze starszeństwem z dniem 1 czerwca 1919. 17 maja 1922 został odznaczony orderem wojskowym „Virtuti Militari" V klasy. 
W 1923 pełnił służbę w dowództwie 12 Dywizji Piechoty w Tarnopolu na stanowisku I oficera sztabu, pozostając oficerem nadetatowym 51 pułku piechoty. Został awansowany do stopnia kapitana piechoty ze starszeństwem z dniem 1 lipca 1923. Z dniem 15 października 1924 został przydzielony z 12 DP do macierzystego 51 pp.
Później był oficerem 54 pułku piechoty w Tarnopolu, jako dowódca kompanii, dowódca II batalionu, w 1928 w dyspozycji komendanta kadry (od czerwca 1925 do stycznia 1928). Odbywał staż w Oddziale II Sztabu Generalnego w Warszawie, będąc referentem w Oddziale II SG od marca 1928 do czerwca 1929. Odbył X Kurs Normalny w Wyższej Szkole Wojennej 1929–1931 – od 14 września 1929 do 30 września 1931 – otrzymując tytuł oficera dyplomowanego. Od października 1931 do kwietnia 1932 był I oficerem sztabu 29 Dywizji Piechoty. Został awansowany do stopnia majora piechoty ze starszeństwem z dniem 1 stycznia 1932. Od 9 grudnia 1932 do 31 października 1936 był szefem sztabu 26 Dywizji Piechoty. Później od listopada 1936 do października 1937 służył w 56 pułku piechoty, gdzie pełnił funkcje dowódcy batalionu oraz zastępcy dowódcy. Ponadto był tam także prezesem zarządu teatru i chóru. Od października 1937 do listopada 1938 pracował jako kierownik referatu w Oddziale II Sztabu Generalnego Wojska Polskiego. Został awansowany do stopnia podpułkownika piechoty 13 maja 1938. W dniu 12 listopada 1938 objął stanowisko zastępcy szefa Oddziału I SG (z chwilą wybuchu II wojny światowej – zastępcą szefa Oddziału I Sztabu Naczelnego Wodza). 
W okresie międzywojennym działał społecznie m.in. w Federacji Z.O.O. w Skierniewicach, Związku Legionistów, Lidze Morskiej i Kolonialnej oraz Czerwonym Krzyżu.
Podczas kampanii wrześniowej opuścił Polskę i przedostał się do Francji. Został oficerem Wojska Polskiego we Francji. Tam od listopada 1939 do kwietnia 1940 był zastępcą Komendanta Ośrodka Wyszkolenia Oficerów w Les Sables d’Olonne, a od kwietnia do czerwca 1940 służył jako kwatermistrz 4 Dywizji Piechoty. Po upadku Francji przedostał się do Wielkiej Brytanii i był oficerem Polskich Sił Zbrojnych. Od lipca 1940 do października 1941 był szefem Oddziału I Dowództwa I Korpusu Polskiego, w którym był później zastępcą dowódcy, dowódcą batalionu ciężkich karabinów maszynowych. Następnie od października 1941 do lutego 1943 był dowódcą 16 batalionu dragonów. W dalszym czasie był szefem Biura Ogólno-Organizacyjnego Ministra Obrony Narodowej w Londynie od lutego 1943 do sierpnia 1944. Następnie od sierpnia 1944 do kwietnia 1946 pracował jako kierownik Katedry Wojska w Wyższej Szkole Lotniczej na Obczyźnie w Sommerset w Anglii. Został awansowany do stopnia pułkownika 27 maja 1945. Od kwietnia do września 1946 służył w Centralnej Komisji Regulaminowej. Po demobilizacji zamieszkał w szkockim Edynburgu. 15 sierpnia 1964 został mianowany przez Prezydenta RP na uchodźstwie do stopnia generała brygady.
Działał społecznie w Edynburgu. Zmarł 23 marca 1966 w Edynburgu. Został pochowany na cmentarzu Streatham Park w Londynie. Jego żoną była Aniela z domu Schmidt (1907–1985), a córkami: Anna Danuta (ur. 24 kwietnia 1927), Alina Elżbieta (ur. 6 marca 1929), Aldona Jadwiga (ur. 15 lutego 1932) oraz Aleksandra.

## Ordery i odznaczenia
- Krzyż Srebrny Orderu Wojskowego Virtuti Militari nr 7156 – 17 maja 1922[4][1]
- Krzyż Niepodległości – 13 kwietnia 1931 „za pracę w dziele odzyskania niepodległości”[14][2]
- Krzyż Oficerski Orderu Odrodzenia Polski –  3 maja 1960[15]
- Krzyż Kawalerski Orderu Odrodzenia Polski – 11 listopada 1934[16]
- Krzyż Walecznych czterokrotnie[2]
- Złoty Krzyż Zasługi – 28 maja 1938[17]
- Medal Pamiątkowy za Wojnę 1918–1921[2]
- Medal Dziesięciolecia Odzyskanej Niepodległości[2]
- Odznaka „Za wierną służbę”[2]
- Krzyż Kawalerski Orderu Lwa Białego (Czechosłowacja)[2]
- Krzyż Wojskowy Karola (Austro-Węgry)[2]